# Paul Pritchard

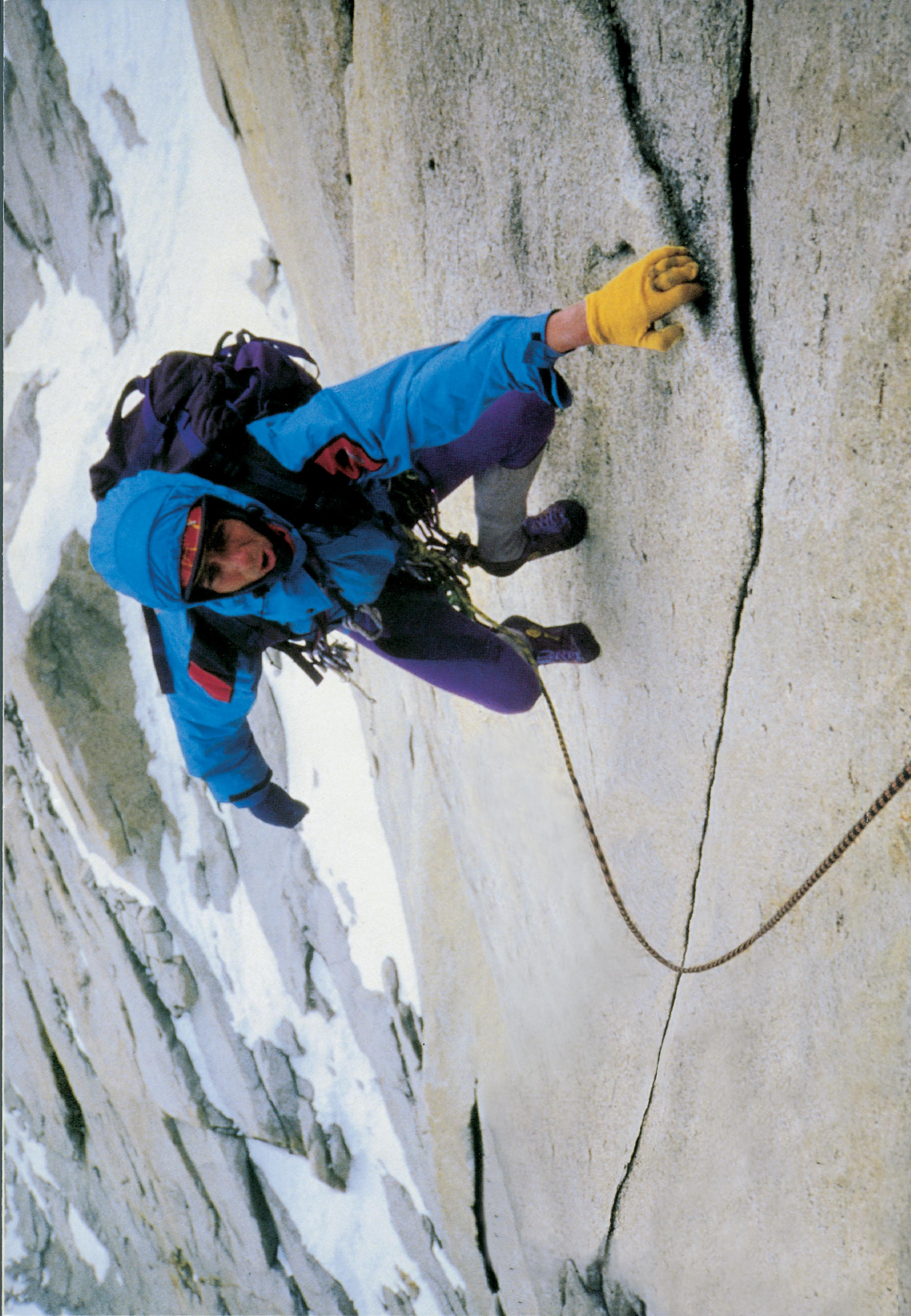
Pritchard in Patagonien

Paul Liam Pritchard (* 26. April 1967 in Bolton, Lancashire) ist ein britischer Kletterer, Bergsteiger und preisgekrönter Autor, der in Tasmanien lebt. Seit einem Kletterunfall am Totem Pole im Februar 1998 ist seine rechte Körperhälfte gelähmt.

## Biografie

### Kletterer und Bergsteiger
Während Paul Pritchard im nordenglischen Bolton aufwuchs, lebte er mit seiner Familie in den Wintermonaten an der spanischen Costa Blanca. 
Als Jugendlicher entdeckte er in den aufgelassenen Steinbrüchen von Bolton sein Talent für das Sportklettern. Nachdem er sich bei schulischen Aktivitäten gegen den wenig geliebten Fußball entschieden hatte, wurde er fortan von einem seiner Lehrer gefördert. 1986 zog Pritchard in die britische „Kletterhauptstadt“ Llanberis und machte sich als Erstbesteiger vieler schwieriger Routen in Wales, darunter die besonders heikle Super Calebrese  (Schwierigkeitsgrad E8) am Gogarth, einen Namen. 
Um 1990 wandte er sich vermehrt dem Alpinklettern zu und unternahm Auslandsexpeditionen nach Patagonien, auf die Baffininsel oder in den Pamir. Zu seinen herausragendsten Leistungen zählen Routen an den Torres del Paine, am Mount Asgard und am Trango Tower. Zweimal überlebte er nur knapp schwere Unfälle: In den schottischen Highlands zog er sich bei einem 50-Meter-Fall vier Wirbelbrüche, ein gebrochenes Brustbein und einen Schädelbruch zu. 1993 musste er nach einem Absturz am Gogarth von einem Kletterpartner wiederbelebt werden.
Nach Beiträgen für verschiedene Fachzeitschriften erschien 1997 sein Buchdebüt Deep Play, eine Sammlung autobiografischer Essays, die im selben Jahr mit dem mit 2000 Pfund dotierten Boardman-Tasker-Preis für Bergsteiger-Literatur ausgezeichnet wurde.

### Unfall 1998

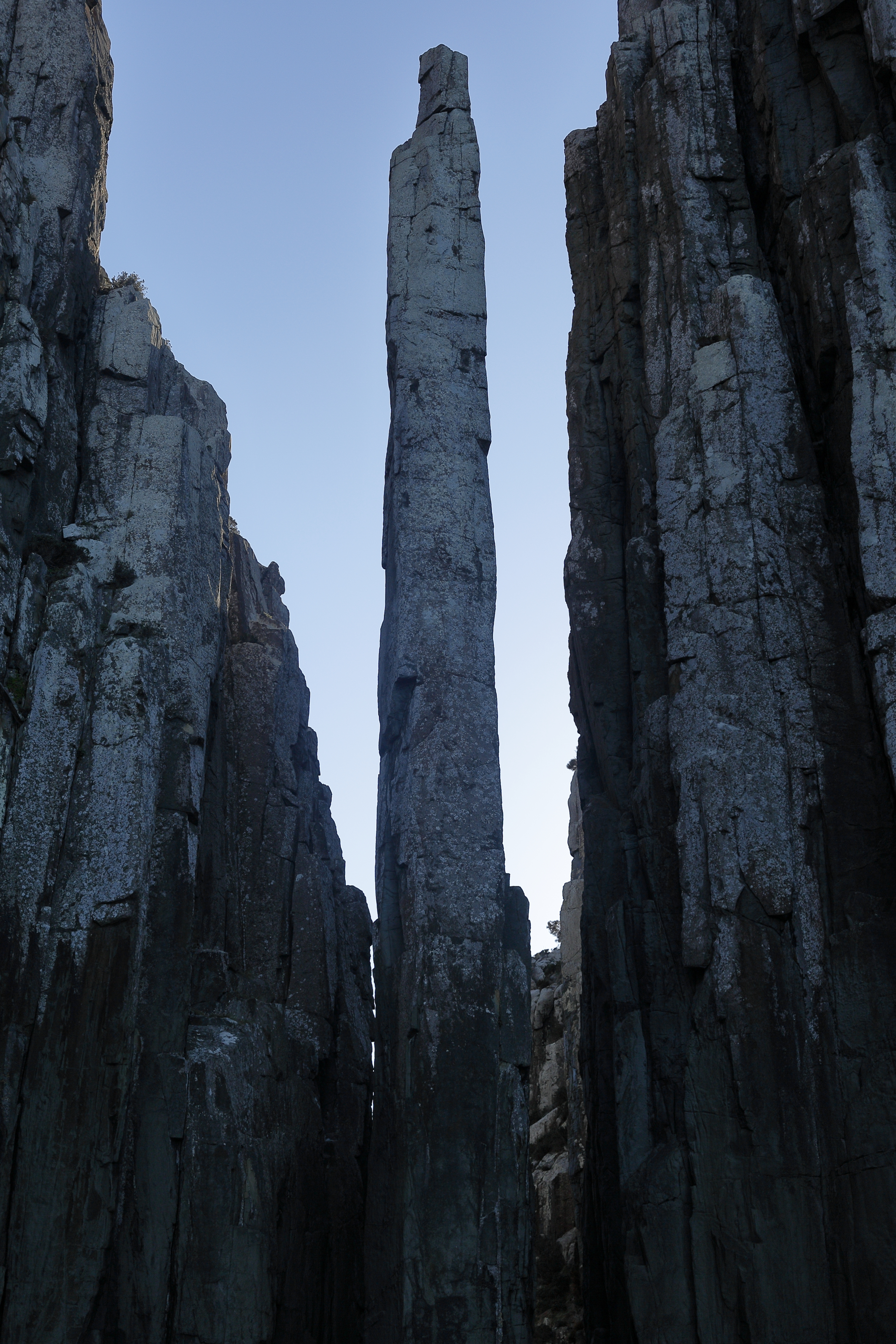
Totem Pole

Nachdem er einen Zeitschriftenartikel von Steve Monks über den Totem Pole in Tasmanien gelesen hatte, wollte sich Pritchard selbst an einer Besteigung versuchen. Am 13. Februar 1998 erreichte er mit seiner Lebensgefährtin Celia Bull Cape Hauy im Tasman-Nationalpark, von wo aus sie sich zum Fuß des Brandungspfeilers abseilen wollten. Unten angekommen, löste sich ein Fels von der Größe eines Fernsehers aus der Wand und traf Pritchard am Kopf. Bull benötigte drei Stunden, den schwer verletzten Pritchard auf einen Felsvorsprung in 30 Meter Höhe zu ziehen, wo sie ihn blutüberströmt zurückließ, um Hilfe zu holen. Insgesamt vergingen zehn Stunden, die er mit einer Wunde im Ausmaß von 10 × 5 cm und austretender Rückenmarksflüssigkeit verbrachte, ehe er im Krankenhaus in Hobart eintraf. Aufgrund der Schluchtlage konnte die Bergung nicht mit dem Helikopter erfolgen, sondern musste per Rettungsboot durchgeführt werden.

“I’d probably chosen the most difficult place to get rescued in the whole of Tasmania.”

„Ich habe mir wahrscheinlich den schwierigsten Platz Tasmaniens ausgesucht, um gerettet zu werden.“

Im Royal Hobart Hospital retteten die Ärzte in einer sechsstündigen Gehirnoperation Pritchards Leben, der seither allerdings mit einer Hemiplegie der rechten Körperhälfte leben muss. Die vollständige Rehabilitation dauerte ein Jahr und der Verunfallte musste sowohl das Gehen als auch das Sprechen neu lernen.
Er verarbeitete die Geschehnisse 1999 in seinem zweiten Buch, The Totem Pole, welches als erste Publikation sowohl den Boardman-Tasker-Preis als auch den Hauptpreis beim Banff Mountain Book Festival gewinnen konnte.

### Nach dem Unfall
Trotz eingeschränkter Bewegungsfähigkeit setzte Pritchard seine sportlichen Abenteuer fort. So begann er bereits im Jahr 2000 mit Trekking in Utah und bestieg in den folgenden Jahren Gipfel im Mount-Kenya-Massiv sowie den Kilimandscharo. Daneben unternahm er unter anderem eine Raftingtour auf dem Franklin River und erreichte auf dem Trike das Mount-Everest-Basislager in Tibet.
2005 erschien sein drittes Buch The Longest Climb, in dem er seinen Weg zurück ins Leben weiter ausführt. Bei weltweiten Vorträgen und Lesungen macht er sich vor allem für die Akzeptanz von Menschen mit Hirnschäden stark.
Im April 2016 kehrte Pritchard mit einem zehnköpfigen Team aus Freunden und Helfern zum Totem Pole zurück, um die Besteigung nachzuholen. Steve Monks, der „The Tote“ 1995 erstmals im freien Stil bezwungen hatte, assistierte seinem Landsmann, der sich mit 126 einhändigen Armzügen zur Spitze des Pfeilers vorarbeitete.
Die Expedition wurde im Kurzfilm Doing It Scared verewigt, der 2017 Premiere feierte.
Paul Pritchard heiratete die Krankenschwester und Hobbykletterin Jane Boucher und lebt mit ihr und zwei gemeinsamen Kindern in Tasmanien.

## Besteigungen (Auswahl)
- 1984/85: Lancashire: Perimeter Walk, Strawberry Kiss
- 1986: Dinorwic-Steinbruch: Rainbow of Recalcitrance, Raped by Affection, Dawes of Perception
- 1987: Dinorwic-Steinbruch: I Ran the Bath, Bathtime, Wishing Well, Cure for a Sick Mind
- 1987: Gogarth: Enchanted Broccoli Garden, The Super Calebrese, The Unrideable Donkey
- 1987: Sron Ulladale: The Scoop
- 1989: Sron Ulladale: Knuckle Sandwich, Moskill Grooves
- 1991/92: Torres del Paine – Mittelturm: El Regalo de Mwoma, Nordturm: El Caballo del Diablo
- 1994: El Capitan: Adrift
- 1994: Mount Asgard: Hyperborea
- 1995: Trango Tower: Slovene Route
- 1996: Gogarth: Sign of the Sun Dog, 93 Million Miles
- 1997: Ak-Su-Tal: The Wall of Dykes

## Bibliografie
- Deep Play: A Climber’s Odyssey from Llanberis to the Big Walls. Mountaineers Books, Seattle 1997, ISBN 978-0-89-886565-3, 192 S.
- The Totem Pole and a Whole New Adventure. Mountaineers Books, Seattle 1999, ISBN 978-0-89-886696-4, 208 S.
- The Longest Climb: Back from the Abyss. Constable & Robinson, London 2005, ISBN 978-1-84-119477-6, 288 S.

## Auszeichnungen
- 1997: Boardman Tasker Prize for Mountain Literature
- 1999: Banff Mountain Book Festival Grand Prize
- 1999: Boardman Tasker Prize for Mountain Literature